# Street Fighter: The Storytelling Game
Street Fighter: The Storytelling Game é um jogo de RPG desenvolvido pela White Wolf em 1994 baseado na série de jogos de luta Street Fighter e publicado no Brasil pela Editora Trama (hoje Editora Melody) em 1999 nas páginas da Revista Dragão Brasil.
A jogabilidade foi baseada em jogos anteriores do White Wolf, como Vampiro, A Máscara. O jogo usava um inovador sistema de combate baseado em cartas.
Foi lançado em 1994 e inclui a maioria dos personagens de Super Street Fighter II. Atualmente, o Storytelling Game está fora de circulação, assim como todos os jogos que usavam o sistema original Storytelling.

## Histórico
Street Fighter: The Storytelling Game centrava seu cenário na incansável batalha dos jogadores contra a terrível organização do ditador paranormal M. Bison: A Shadaloo e na infindável busca pela perfeição da sua arte marcial enquanto lutador.
Devido a um cancelamento de contrato entre a Editora White Wolf e a Capcom (criadora do jogo Street Fighter), o jogo saiu de linha em 1995, com poucos suplementos e sem previsão de relançamento.

### No Brasil
Em 1998, a Editora Trama assinou um contrato de licenciamento com a Capcom do Brasil para publicar o jogo  no país. Lançado com o nome de Street Fighter: O Jogo de RPG, o livro foi publicado em 3 fascículos na revista Dragão Especial. Como as ilustrações contidas no livro pertenciam a White Wolf, foram substituidas por imagens oficias da Capcom e ilustrações produzidas pelas desenhistas Érica Awano e Lydia Megumi Oide.
Com isso entrou em atrito com Devir Livraria (dententora dos direitos de publicação da White Wolf no Brasil) pelo fato de terem publicado um título da White Wolf sem sua permissão. No fim, a Editora Trama teve que pagar os royalties a White Wolf e não a Capcom.
Marcelo Cassaro, editor da Dragão Brasil, já havia roteirizado quadrinhos de Street Fighter para a Editora Escala. Quando teve um projeto de revista de RPG recusado, mudou-se para a Trama, criada por Ruy Pereira, ex-sócio da Escala. Em 1994, a Escala havia publicado a série americana da Malibu Comics, cancelada após três edições nos EUA. No Brasil, a revista fez sucesso e continuou com histórias inéditas escritas por Cassaro, como as edições 4 e 5. Após a edição 6, Cassaro saiu da editora e foi substituído por Alexandre Nagado, que rebatizou a revista como Super Street Fighter II, abandonando a continuidade da Malibu. A frente da Dragão Brasil, Marcelo Cassaro criou em 1995 o sistema de RPG satírico Defensores de Tóquio, voltado para campanhas inspiradas em jogos de luta, tokusatsus, mangás e animes.
A Trama também conseguiu autorização pra usar Street Fighter Zero 3 Final Fight, Mortal Kombat, Darkstalkers e Megaman, como cenários para o sistema 3D&T (3ª Edição de Defensores de Tóquio) e lançou uma nova história em quadrinhos: a minissérie em estilo mangá Street Fighter Zero 3, com roteiros de Marcelo Cassaro e arte de Érica Awano.

## Geração de personagens
A geração de personagens era semelhante aos outros jogos da White Wolf (Vampiro, Lobisomem, Mago, etc.). O personagem possuía nove atributos divididos em três categorias (Físico, Mental, Social). O jogador então distribuía pontos entre esses atributos e selecionava um conceito, uma postura e várias habilidades e antecedentes. Em vez de um clã, os personagens de Street Fighter escolhiam uma arte marcial baseada nos estilos de luta dos personagens do jogo. O estilo do personagem determinava quais técnicas ele poderia aprender gastando menos pontos. Por exemplo, praticantes de karate Shotokan e kung fu podiam aprender a técnica fireball (de golpes como Hadouken de Ryu e Ken) mais facilmente do que alguém que escolhesse o sambo como estilo. O estilo também determinava quanto chi e vontade o personagem começava com. Certos movimentos especiais exigiam que o personagem gastasse chi ou vontade. Além disso, os personagens também tinham uma pontuação de honra. A honra ajudava o personagem a recuperar Chi; um personagem com alta Honra recuperava chi mais facilmente do que um com baixa honra.

## Mecânicas de jogo
A jogabilidade era baseada em jogos anteriores da White Wolf. O jogador rolava um número de dados de dez lados com base no nível de habilidade, no valor do atributo ou em ambos, e precisava atingir um número de "sucessos" com base na dificuldade da tarefa. Além de habilidades encontradas em outros jogos da White Wolf (Condução, Computador, Sobrevivência, etc.), várias habilidades novas foram introduzidas. Por exemplo, uma habilidade chamada Estudo de estilo permitia ao personagem determinar qual estilo de luta o oponente estava usando e qual seu nível aproximado de habilidade. Os jogadores também distribuíam pontos entre técnicas como soco, chute, agarrão, atletismo, foco e bloqueio. Essas técnicas não só aumentavam a habilidade de combate do personagem, mas também serviam como pré-requisitos para algumas manobras especiais de artes marciais.
Uma nova adição à jogabilidade foi o sistema de cartas de combate.

## Recepção
Ian Williams, para a Vice, disse que "Street Fighter se destaca como uma raridade de design inovador, licenciamento astuto e construção de mundo audaciosa."

## Publicações
O jogo teve um módulo básico e cinco suplementos.
- Street Fighter: The Storytelling Game (1994, ISBN 1565041186)
- Secrets of Shadowloo (1994, ISBN 1565041534)
- Street Fighter Storyteller's Screen (1994, ISBN 1565041623)
- Street Fighter Player's Guide (1994, ISBN 1565045505)
- The Perfect Warrior (1995, ISBN 1565045521)
- Contenders (1995, ISBN 1565045513)